# 텅게드
텅게드(웨일스어: tynged)는 아일랜드 신화의 기아스에 해당하는 브리튼 신화의 개념이다. 복수형은 텅게다우(웨일스어: tynghedau)라고 한다. 가장 유명한 사례로 마비노기 제4가지 「마소누이의 아들 마스」에서 아르얀로드가 자기 아들 러이 라우 거페스에게 건 것이 있다.

## 참고 자료
- Ifans, Dafydd & Rhiannon, Y Mabinogion (Gomer 1980) ISBN 1-85902-260-X